# Irga błyszcząca
Irga błyszcząca (Cotoneaster lucidus) – gatunek mało wymagającej i odpornej na mrozy rośliny z rodziny różowatych. Pochodzi z Azji Środkowej, występuje także w rejonie jeziora Bajkał. W Polsce rośnie często jako zdziczały. Uważana jest za gatunek potencjalnie inwazyjny, zwłaszcza w grądach. Roślina została opisana po raz pierwszy w 1856 roku przez niemieckiego botanika Diedericha Franza Leonharda von Schlechtendala. W aktualnych bazach taksonomicznych takson uznawany jest za odmianę Cotoneaster acutifolius var. lucidus (Schltdl.) L.T. Lu.

## Morfologia
PokrójKrzew o gęstej budowie i wyprostowanych gałęziach, mierzący do 2 m, bardzo rzadko do 3 metrów wysokości.
LiścieLekko zaostrzone, w kształcie jajowatoeliptycznym i długości około 2-5 centymetrów, ciemnozielone, błyszczące, spodnia blaszka liściowa dojrzałych liści naga, w czasie jesieni liści kolor liści zmienia się na czerwonawo-brązowe, żółte i pomarańczowe.
KwiatyDrobne, różowawe i miododajne, zwykle po 3-5 w pęczku.
OwoceCzarne i błyszczące, w kształcie odwrotnie jajowatym lub kulistym, o średnicy sięgającej od 8 do 11 mm, w szybkim czasie opadające na ziemię.
Gatunki podobneW systemach, w których irga błyszcząca jest wyodrębniana z gatunku irga ostrolistna, gatunki te odróżnia się przez owłosienie kielicha (błyszcząca ma mniej więcej nagi) i błyszczenie liści. Liście irgi ostrolistnej mogą dorastać do 8 cm, a w owocach ma ona tylko po dwa orzeszki, mniej niż zwykle ma błyszcząca.